# مل‌رز (اورگان)
مل‌رز (به انگلیسی: Melrose) یک منطقهٔ مسکونی در ایالات متحده آمریکا است که در شهرستان داگلاس، اورگن واقع شده‌است. مل‌رز ۱۱٫۳ کیلومتر مربع مساحت و ۷۳۵ نفر جمعیت دارد و ۱۲۸ متر بالاتر از سطح دریا واقع شده‌است.